# Iparralde

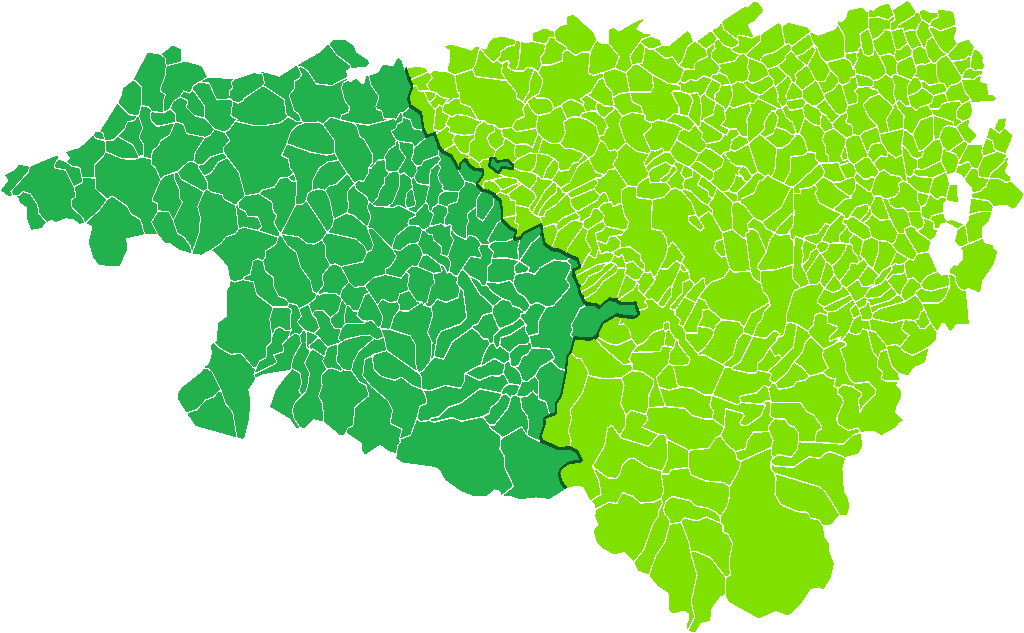
În albastru deschis, Iparralde în cadrul departamentului Pyrénées-Atlantiques.

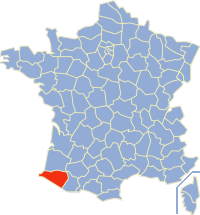
Localizarea departamentului Pyrénées-Atlantiques în Franța, unde se găsește "Țara Bască franceză".

Țara Bască franceză (în euskara: Iparralde ('zona de nord') sau Ipar Euskal Herria ('Euskal Herria de nord'); în franceză: Pays basque; în gasconă: Bascoat) este o regiune a Franței, situată în sud-vest-ul  Hexagonului, în departamentul Pyrénées-Atlantiques, în regiunea Aquitania.